# Bruno Kuzuhara
Bruno Kuzuhara (* 1. April 2004 in São Paulo, Brasilien) ist ein US-amerikanischer Tennisspieler.

## Persönliches
Kuzuhara wurde als Sohn von zwei japanischstämmigen Eltern im brasilianischen São Paulo geboren. Die Familie zog in die USA, als er ein Jahr alt war und wohnt nun in Coconut Creek, Florida. Er wurde früh von der USTA gefördert und trainiert mit Brian Baker.

## Karriere
Bis Ende 2022 ist Kuzuhara noch auf der ITF Junior Tour spielberechtigt. Nach seinem Sieg im Einzel und Doppel bei den Australian Open 2022 stieg er an die Spitze er Junioren-Rangliste. Davor war sein bestes Abschneiden bei einem Grand-Slam-Turnier das Viertelfinale 2021 in Wimbledon sowie im Doppel das Erreichen des US-Open-Halbfinals. Ein Sieg in beiden Konkurrenzen bei den Australian Open schaffte zuletzt Jiří Veselý im Jahr 2011.
Erstmals bei den Profis spielte Kuzuhara 2021, als er vor allem auf der drittklassigen ITF Future Tour aktiv war. Hier kam er im Einzel nicht über das Viertelfinale hinaus, während er im Doppel aus zwei Finals bereits seinen ersten Titel verwerten konnte. Das bislang größte Turnier spielte er im selben Jahr bei den US Open. Er erhielt von den dortigen Turnierverantwortlichen eine Wildcard für das Mixed-Doppel, wo er an der Seite von Elvina Kalieva in der ersten Runde ausschied. Im Einzel kam er 2022 noch zu zwei weiteren Einsätzen in der Qualifikation von Turnieren der ATP Tour, wo er bislang noch nicht gewinnen konnte. In der Weltrangliste steht er im Einzel und Doppel jeweils um Platz 1000.